# خامل

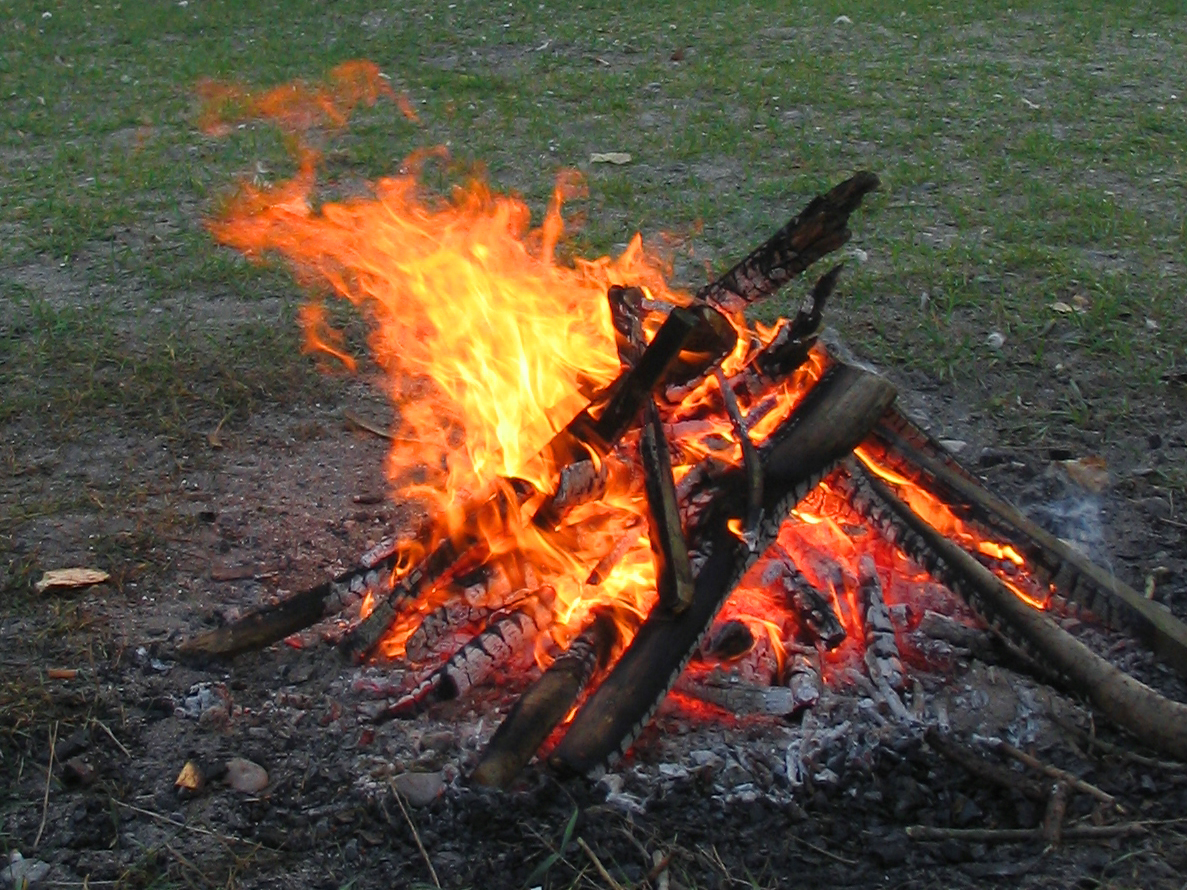

في الكيمياء يتم استخدام المصطلح خامل لوصف شيء ليس نشط كيميائياً. كانت الغازات النبيلة تسمى سابقاً خاملة لأنها لا تتفاعل مع العناصر الأخرى. وعند وجود مثل هذا الامتلاء في الغلاف الخارجي فإن الذرة لا يمكن أن تأخذ أو تعطى أي إلكترونات وعلى هذا فإنها لا تشارك في التفاعلات الكيميائية .